# Wagnertuba
Een wagnertuba, ook wel bayreuth-tuba (of in het Duits Waldhorntuba) genoemd, is een blaasinstrument, dat de klank- en speeleigenschappen van de tuba en de hoorn combineert. De klank is milder, en met een duidelijker toonkern dan die van de hoorn. Het instrument wordt bespeeld met een hoornmondstuk en de linkerhand omdat het in een symfonieorkest door hoornspelers wordt bespeeld.
De naam wagnertuba is eigenlijk verkeerd gekozen, want het is geen tuba. Het instrument lijkt meer op een hoorn. 
De wagnertuba is ontwikkeld door de Tsjech Václav Červený uit Hradec Králové, ongeveer dertig jaar voordat Wagner besloot om het instrument te gebruiken in de opera Der Ring des Nibelungen. Door het gebruik in deze opera werd  het instrument populair. Andere componisten, zoals Richard Strauss, Anton Bruckner en Igor Stravinsky, liepen hierin voorop.
Er zijn twee versies van dit instrument: een 9-voets tenor-wagnertuba in Bes, en 12-voets bas-wagnertuba in F.